# Ao Vivo - Único e Exclusivo
Ao Vivo - Único e Exclusivo foi o primeiro álbum ao vivo do cantor e compositor brasileiro Raul Seixas, lançado em julho de 1984 pela gravadora Eldorado e gravado a partir de dois espetáculos: o primeiro em 26 de fevereiro de 1983, na quadra da Sociedade Esportiva Palmeiras, em São Paulo; e o segundo em 28 de abril de 1983, na quadra do Sport Club Corinthians Paulista, em São Paulo. O álbum acabou ficando conhecido como o único registro de uma apresentação do cantor baiano lançado enquanto ele ainda estava vivo.
O disco foi praticamente ignorado pela crítica especializada, com notáveis exceções, e as cifras de vendas não parecem significativas, tendo em vista o álbum não ter recebido qualquer certificação. Entretanto, o disco foi alvo de constantes relançamentos por parte da pequena gravadora paulista. Lançado quando o cantor baiano já se encontrava em outra gravadora - a grande gravadora carioca Som Livre, do Grupo Globo - e, ainda, no mesmo mês que o seu então novo álbum de estúdio pela nova gravadora, foi considerado pelo artista como uma tentativa de atrapalhar as vendagens de Metrô Linha 743.

## Antecedentes, gravação e produção
O show ocorrido em 26 de fevereiro de 1983, na quadra da Sociedade Esportiva Palmeiras, em São Paulo, foi gravado pela sua então gravadora, a gravadora Eldorado, com o intuito de conseguir uma canção para adicionar ao álbum de estúdio que seria lançado naquele ano e se encontrava em fase de pós-produção desde fevereiro. A canção escolhida foi "So Glad You're Mine", de Arthur Crudup, que figuraria como o último fonograma do álbum Raul Seixas, lançado em 26 de abril de 1983. O álbum acabaria rendendo o segundo disco de ouro da carreira de Raul, por ter vendido mais de 100 mil cópias.
A pequena gravadora paulista gravaria mais uma grande apresentação do cantor baiano: um show ocorrido em 28 de abril de 1983, na quadra do Sport Club Corinthians Paulista, em São Paulo. Após o lançamento de seu disco de estúdio pela gravadora paulista, Raul começou a aproximar-se das Organizações Globo, em virtude de sua participação de sucesso no músical infantil da Rede Globo, Plunct, Plact, Zuuum, cantando a canção "Carimbador Maluco". Mais ainda, em dezembro daquele ano, Raul apresentou-se no especial de Natal da emissora, no estádio do Maracanã, em companhia da Turma do Balão Mágico e dos Trapalhões, cantando esta canção. Também, a canção Coração Noturno, também do álbum autointitulado de abril de 1983, fez parte da trilha sonora da novela Louco Amor. Assim, Raul Seixas trocou a pequena gravadora paulista pela grande gravadora carioca ligada às Organizações Globo, a Som Livre.

## Recepção

### Lançamento
A gravadora Eldorado aproveitou o material ao vivo que tinha gravado e o lançamento do novo álbum de Raul pela grande gravadora carioca - Metrô Linha 743 - para lançar, em julho de 1984, um álbum ao vivo do cantor baiano. Em entrevistas, Raul Seixas passou a atribuir o fracasso comercial de seu novo álbum pela Som Livre - entre outras causas, como a ausência de divulgação e a falta do lançamento de um compacto e de um vídeo com a música título - ao lançamento no mesmo mês do álbum ao vivo pela gravadora Eldorado.

### Fortuna crítica
| Críticas profissionais | Críticas profissionais |
| Avaliações da crítica  | Avaliações da crítica  |
| Fonte                  | Avaliação              |
| ---------------------- | ---------------------- |
| ISTOÉ (1984)           | Favorável              |

O disco foi praticamente ignorado pela crítica especializada, principalmente devido ao lançamento concomitante com o álbum de estúdio Metrô Linha 743, pela gravadora Som Livre.
Rosangela Petta, escrevendo para a revista semanal ISTOÉ quando do lançamento do álbum, classifica o disco ao vivo como nostálgico, afirmando que Raul está possuído por Elvis Presley e Chuck Berry durante a apresentação. Ainda, a jornalista assevera que o cantor baiano escolheu muito bem o repertório que realmente contém o melhor do rock and roll, além de se mostrar bem didático, inserindo explicações históricas sobre o gênero e as canções que toca para situar o seu público.

### Relançamentos
O álbum contou com uma reimpressão - ainda em LP - em 1987. Além disso, ele foi lançado em CD em 2002 - juntamente com todo o catálogo da gravadora Eldorado - e relançado em 2008. Finalmente, em 2014, ele foi novamente relançado em CD dentro da caixa 25 Anos sem o Maluco Beleza - Toca Raul!, juntamente com Raul Seixas, Raul Vivo, Se o Rádio não Toca..., dois registros ao vivo ainda inéditos, e um DVD com entrevistas.
Em 1993, a gravadora Eldorado resolveu lançar um disco ao vivo intitulado Raul Vivo, que era uma versão ampliada do disco original, contendo um misto do repertório dos dois shows que Raul apresentou em 1983. Para a capa e o encarte, foram utilizadas fotos de um show de Raul Seixas e Marcelo Nova no Olympia, em junho de 1989, que foi o primeiro show da última turnê de Raul Seixas, intitulada A Panela do Diabo. O lançamento foi feito em CD e LP, sendo que a versão em LP omitia algumas faixas, por questão de espaço. Em 2002, ele foi relançado em CD, juntamente com todo o catálogo da gravadora Eldorado. Em 2014, ele foi novamente relançado em CD na caixa 25 Anos sem o Maluco Beleza - Toca Raul!.

## Faixas

### Lançamento original
| Lado A |                                                |                             |         |  |
| N.º    | Título                                         | Compositor(es)              | Duração |  |
| 1.     | "My Baby Left Me"                              | Arthur Crudup               | 3:38    |  |
| 2.     | "Ain't She Sweet"                              | Milton Ager / Jack Yellen   | 3:29    |  |
| 3.     | "So Glad You're Mine"                          | Arthur Crudup               | 4:22    |  |
| 4.     | "New Orleans (Do You Know What Means to Miss)" | Eddie DeLange / Louis Alter | 3:33    |  |

| Lado B         |                                      |                                                         |         |  |
| N.º            | Título                               | Compositor(es)                                          | Duração |  |
| 1.             | "Barefoot Ballad"                    | Dolores Fuller / Lee Morris                             | 3:47    |  |
| 2.             | "Blue Moon of Kentucky" "Asa Branca" | Bill Monroe Luiz Gonzaga / Humberto Teixeira            | 1:50    |  |
| 3.             | "Roll Over Beethoven"                | Chuck Berry                                             | 3:30    |  |
| 4.             | "Blue Suede Shoes"                   | Carl Perkins                                            | 2:27    |  |
| 5.             | "Be-Bop-A-Lula"                      | Gene Vincent / Donald Graves / Bill "Sheriff Tex" Davis | 3:26    |  |
| Duração total: | Duração total:                       | Duração total:                                          | 30:02   |  |

### Relançamento em 1993 (Raul Vivo)
A versão em LP não contêm as faixas 2, 3, 4 e 5, por economia de espaço.
| N.º            | Título                                              | Compositor(es)                                                    | Duração        |  |
| 1.             | "Rock do Diabo"                                     | Raul Seixas / Paulo Coelho                                        | 4:13           |  |
| 2.             | "So Glad You're Mine"                               | Arthur Crudup                                                     | 4:23           |  |
| 3.             | "My Baby Left Me"                                   | Arthur Crudup                                                     | 3:38           |  |
| 4.             | "Ain't She Sweet"                                   | Milton Ager / Jack Yellen                                         | 3:23           |  |
| 5.             | "New Orleans (Do You Know What Means to Miss)"      | Eddie DeLange / Louis Alter                                       | 3:31           |  |
| 6.             | "Barefoot Ballad"                                   | Dolores Fuller / Lee Morris                                       | 3:51           |  |
| 7.             | "Blue Moon Of Kentucky" "Asa Branca"                | Bill Monroe Luiz Gonzaga / Humberto Teixeira                      | 1:46           |  |
| 8.             | "Roll Over Beethoven"                               | Chuck Berry                                                       | 3:32           |  |
| 9.             | "Blue Suede Shoes"                                  | Carl Perkins                                                      | 2:27           |  |
| 10.            | "Be-Bop-A-Lula"                                     | Gene Vincent / Donald Graves / Bill "Sheriff Tex" Davis           | 3:33           |  |
| 11.            | "Rock das 'Aranha'"                                 | Raul Seixas / Cláudio Roberto Andrade de Azevedo                  | 4:51           |  |
| 12.            | "Maluco Beleza"                                     | Raul Seixas / Cláudio Roberto Andrade de Azevedo                  | 4:04           |  |
| 13.            | "Sociedade Alternativa"                             | Raul Seixas / Paulo Coelho                                        | 5:39           |  |
| 14.            | "Rockixe"                                           | Raul Seixas / Paulo Coelho                                        | 1:54           |  |
| 15.            | "Metamorfose Ambulante"                             | Raul Seixas                                                       | 2:58           |  |
| 16.            | "O Trem das Sete"                                   | Raul Seixas                                                       | 2:50           |  |
| 17.            | "Prelúdio"                                          | Raul Seixas                                                       | 1:06           |  |
| 18.            | "Gîtâ" Ouro de Tolo" Eu Nasci Há 10 Mil Anos Atrás" | Raul Seixas / Paulo Coelho Raul Seixas Raul Seixas / Paulo Coelho | 3:25 1:14 2:40 |  |
| Duração total: | Duração total:                                      | Duração total:                                                    | 65:05          |  |

## Créditos
Créditos dados pelo Discogs.

### Músicos
- Vocais: Raul Seixas
- Guitarra: Tony Osanah e Raul Seixas
- Baixo: Pedro Ivo Lunardi
- Teclados: Armando Ferrante Júnior e Miguel Cidras
- Bateria: Carlos Bala (Carlos Alberto Vieira Gomes)

### Ficha técnica
- Coordenação Artística: Aluízio Falcão
- Técnicos de Gravação e Montagem: José Luís Costa (Gatão) e João Batista Andrade
- Capa Original: Ariel Severino e Teresa Lima
- Projeto gráfico do relançamento: Luiz Katmandu
- Capa do relançamento: Sivanir Batista
- Fotos do relançamento: Norma Albano